# アルテミスと妖精の身代金
『アルテミスと妖精の身代金』（アルテミスとようせいのみのしろきん、原題：Artemis Fowl）は、2020年に配信されたアメリカ合衆国のファンタジー・アドベンチャー映画。オーエン・コルファーによる小説、アルテミス・ファウルシリーズの第1作『アルテミス・ファウル 妖精の身代金』を原作とする。監督はケネス・ブラナー、脚本はコナー・マクファーソンが務め、フェルディア・ショー、ララ・マクドネル、タマラ・スマート、ノンソー・アノジー、ジョシュ・ギャッド、ジュディ・デンチ、コリン・ファレルらが出演。アメリカでは後述の事情でDisney+から2020年6月12日に配信開始。日本でもDisney+から同年8月14日に配信開始。

## ストーリー
アルテミス・ファウル2世は、誘拐された父親を救い家族の財産を取り戻すために、従者でボディガードのバトラーとともに妖精を探してその財産を奪う計画を企てる。

## キャスト
※括弧内は日本語吹替声優。
- フェルディア・ショー - アルテミス・ファウル2世（英語版）（花江夏樹）
- ララ・マクドネル - ホリー・ショート（英語版）（早見沙織）
- ノンソー・アノジー - ドモヴォイ・バトラー（楠大典）
- タマラ・スマート - ジュリエット・バトラー（鷹雄葉月）
- ジュディ・デンチ - ルート司令官（谷育子）
- ジョシュ・ギャッド - マルチ・ディガムズ（英語版）（黒澤剛史）
- コリン・ファレル - アルテミス・ファウル1世（森川智之）
- ホン・チャウ - 妖精（関口雄吾）
- ミランダ・レイソン（英語版） - アンジェリーン・ファウル
- ニケ・パテル（英語版） - フォーリー（英語版）（新垣樽助）
- ジョシュア・マクガイア（英語版） - ブライアー・カジェン（関俊彦）
- チー＝リン・ニム - トラブル・ケルプ
- ジーン＝ポール・リー - グエン
- マット・ジェサップ - バッド
- シモーヌ・カービー（英語版） - バーン
- サリー・メシャム - スカイ・ウィロウ（小若和郁那）
- ベルナルド・サントス
- エイドリアン・スカーボロー（英語版） - ゴブリン・ボス（浦山迅）
- コナー・マクニール（英語版）
- ローレンス・キンラン（英語版）
- ファビオチカーラのストリートミュージシャン
- キャスター男（赤坂柾之）
- ドクター・ポー（浦山迅）

その他の声の出演：綿貫竜之介、虎島貴明、松井暁波、大泊貴揮、相馬康一、斎藤寛仁、東内マリ子

## 日本語吹替版と字幕
- 演出：安江誠
- 翻訳：亀井玲子
- 原作翻訳：大久保寛
- 出版社：株式会社KADOKAWA
- 録音：安部雅博
- 録音制作：グロービジョン株式会社
- 制作監修：川﨑裕子
- 日本語字幕：稲田嵯裕里

## 製作

### 企画
2001年にシリーズの映画化の計画が発表された。ミラマックス・フィルムズは映画の権利を購入するとともに、ローレンス・グーターマンが監督として契約した。2003年には、原作者のコルファーは、脚本が完成し年内にキャスティングが行われる予定であることを述べたが、上手くいくかどうかについては懐疑的な見解を示していた。それ以降本作は企画段階に留まったままで、ジム・シェリダンが本作の監督に興味を示していると報じられる2011年まで開発地獄にあったとされる。
2013年7月、ウォルト・ディズニー・ピクチャーズは、ディズニーとワインスタイン・カンパニーが製作、マイケル・ゴールデンバーグが脚本を務める、『アルテミス・ファウル』シリーズの小説の1作目の出来事をカバーする映画を発表した。ロバート・デ・ニーロとジェーン・ローゼンタールは製作総指揮として契約した。
2015年9月1日、バラエティ誌はケネス・ブラナーが本作の監督、アイルランド人脚本家のコナー・マクファーソンが脚本、ジュディ・ホフランドが製作総指揮を務めることを報じた。コルファーはサイト「Artemis Fowl Confidential」への動画でそれを認め、この発表前にブラナーと数回の打ち合わせを行ったことをラジオチャンネル「RTE Radio 1」にて述べた。2017年9月12日、ディズニーは本作が2019年8月9日に公開予定だと発表した。
2018年11月27日、ウォルト・ディズニー・スタジオは本作のトレイラーを公開した。

### キャスティング
2017年9月18日、ジュディ・デンチが何らかの役で交渉中と報じられた。2017年10月11日、ディズニーはハーヴェイ・ワインスタインにまつわる性的不祥事を受け、ワインスタイン・カンパニーとのパートナーシップを終了し、彼を本作のプロデューサーから解任したことを発表した。2017年12月20日、アイルランド人の新人フェルディア・ショーがアルテミス・ファウルにキャスティングされたこととともに、デンチがコマンダー・ルート、ジョシュ・ギャッドがマルチ・ディガムズ、ララ・マクドネルがキャプテン・ホリー・ショート、ノンソー・アノジーがバトラーを演じることが発表された。

### 撮影
2018年3月12日、ニケ・パテルのフォーリーを含む残りのキャストがアナウンスされ、主要プロダクションが開始した。撮影はイングランドのロングクロス・スタジオ、北アイルランド、ホーチミン市で行われた。

## 公開
本作は当初、アメリカで2019年8月9日に公開される予定だったが、のちに2020年5月29日に改められた。その後、新型コロナウイルスによる映画館閉鎖の影響を受けて、Disney+での配信へと改められた。
また、日本では2019年秋の公開が予定されていたが、アメリカと同様にDisney+での配信に変更となった。
2023年5月、ウォルト・ディズニー・カンパニーは動画配信事業における赤字を削減するため、一部作品の配信を今後取り止めることを表明。同月に配信打ち切り予定作品のリストが社内に公開され、本作品もその対象に入っていることが報じられた。その後、同月27日3時（アメリカ東部標準時）にDisney+から本作品が削除された。

## 批評
Rotten Tomatoesでは、171件のレビューから8％の支持率を得ており、平均評価は3.70/10となっている。同サイトの批評家のコンセンサスでは、「原作ファンを怒らせ、新参者を困惑させるフランチャイズスターターとなるであろう『アルテミス・ファウル』は、フラストレーションの溜まる飛べない作品である」と評されている。Metacriticでは、33人の批評家による加重平均スコアは100点満点中31点で、「全般的に好ましくない評価」となっている。
シカゴ・サンタイムズ紙のRichard Roeperは、4つ星中3つ星の好意的なレビューをしており、この映画は「冒険における明らかにアイルランド的なトーンを捉える素晴らしい仕事をしている」と書き、「素晴らしく多様なキャラクターのコレクション」を特徴としている。
コミック・ブック・リソーシズでは、批評家たちが概して「十分に楽しませてくれず、実行力に欠けていると非難している」とまとめている。IndieWireのKate Erblandは、本作に「D+」をつけ、「効果的なスター、優れた効果、全体的なまとまり、実際の魔法の感覚が欠けている」と指摘している。The Hollywood ReporterのDavid Rooneyは、本作が「疲れてしまうような退屈な作品になっており、すべての混乱の中で淡白なキャラクターたちに投資する理由があまりにも少ない」と書いている。Variety誌のPeter Debruge氏は、この作品を「93分という拷問のような長さ」「まさにひどい」と評した。フォーブスのスコット・メンデルソンは、本作を「『この映画は面白いのか』『このキャラクターたちとこれ以上の時間を過ごしたいのか』という根本的なレベルで失敗している」とし、「史上最悪のYAファンタジー映画のひとつ」と評している。